# Karazomé
Karazomé (auch: Karasomé) ist ein Dorf in der Stadtgemeinde Guidan Roumdji in Niger.

## Geographie

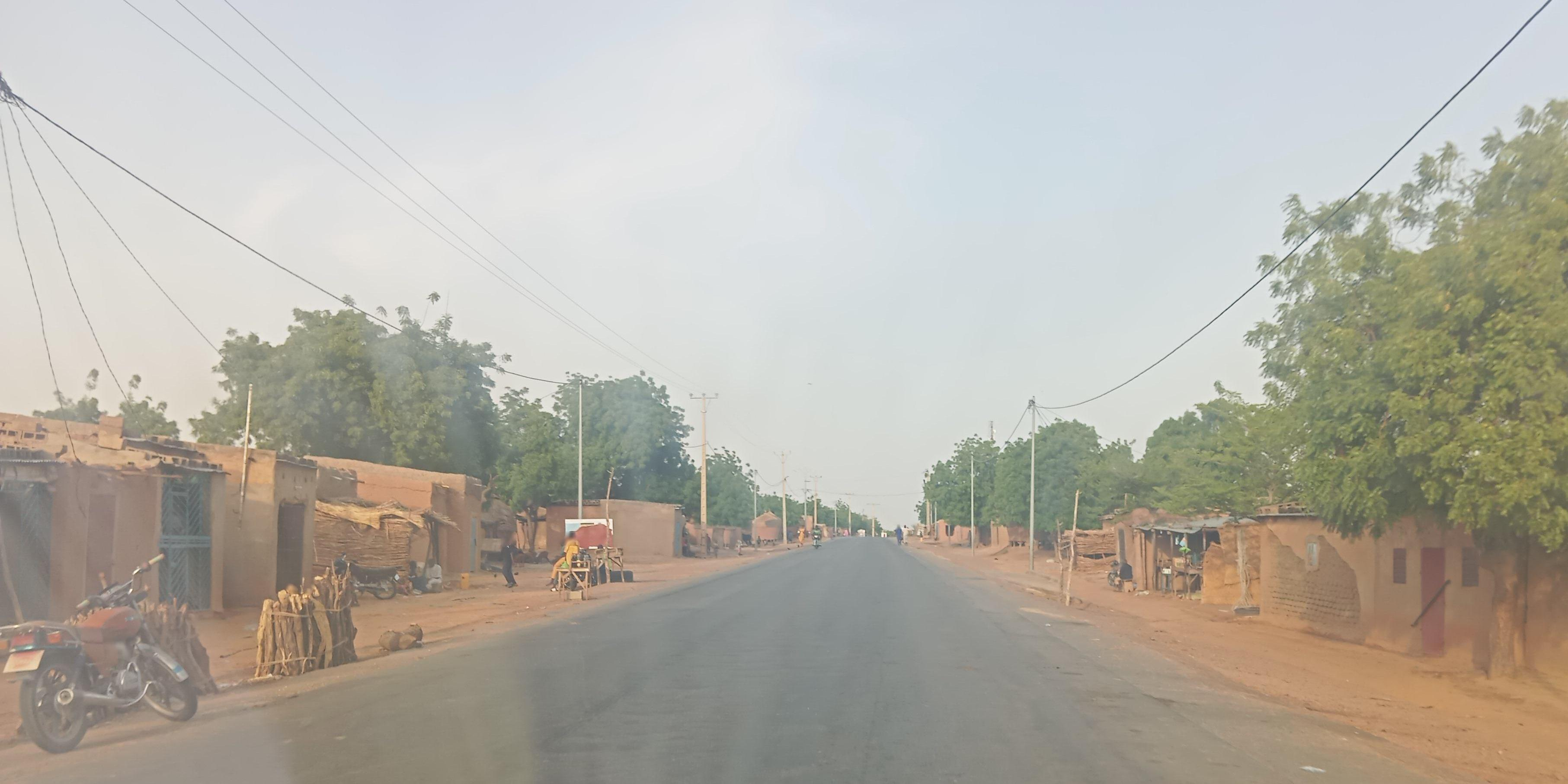
Ortsmitte von Karazomé (2024)

Das von einem traditionellen Ortsvorsteher (chef traditionnel) geleitete Dorf liegt am rechten Ufer des Trockentals Goulbi de Maradi. Es befindet sich rund 16 Kilometer östlich des urbanen Zentrums von Guidan Roumdji, der Hauptstadt des gleichnamigen Departements Guidan Roumdji, das zur Region Maradi gehört. Zu den Siedlungen in der näheren Umgebung von Karazomé zählen El Kolta im Osten und Dan Tourké im Westen.
Karazomé ist Teil der Übergangszone zwischen Sahel und Sudan. Die durchschnittliche jährliche Niederschlagsmenge beträgt hier zwischen 400 und 500 mm. Die Vegetation um das Dorf ist von einer krautigen, strauch- und baumbestandenen Steppe auf sandigen Böden geprägt. Hier dominieren Flügelsamengewächse und Hülsenfrüchtler. Das Waldschutzgebiet (Forêt classée) von Karazomé und Dangado, einem Nachbardorf von Karazomé, erstreckt sich über eine Fläche von 138,4 Hektar.

## Geschichte
Das französische Übersee-Forschungsinstitut Office de la Recherche Scientifique et Technique Outre-Mer (ORSTOM) betrieb an der Straße zwischen Karazomé und El Kolta eine geomagnetische Station, die zu einem Netzwerk von mehreren hundert ORSTOM-Stationen in Westafrika gehörte, an denen in den 1950er Jahren geomagnetische Messungen vorgenommen wurden.

## Bevölkerung
Bei der Volkszählung 2012 hatte Karazomé 979 Einwohner, die in 137 Haushalten lebten. Bei der Volkszählung 2001 betrug die Einwohnerzahl 1735 in 237 Haushalten und bei der Volkszählung 1988 belief sich die Einwohnerzahl auf 505 in 66 Haushalten.
Die Zone entlang des Trockentals gehört zu den am dichtesten besiedelten und zugleich zu den ärmsten Nigers, mit erhöhter Unterernährung.

## Wirtschaft und Infrastruktur

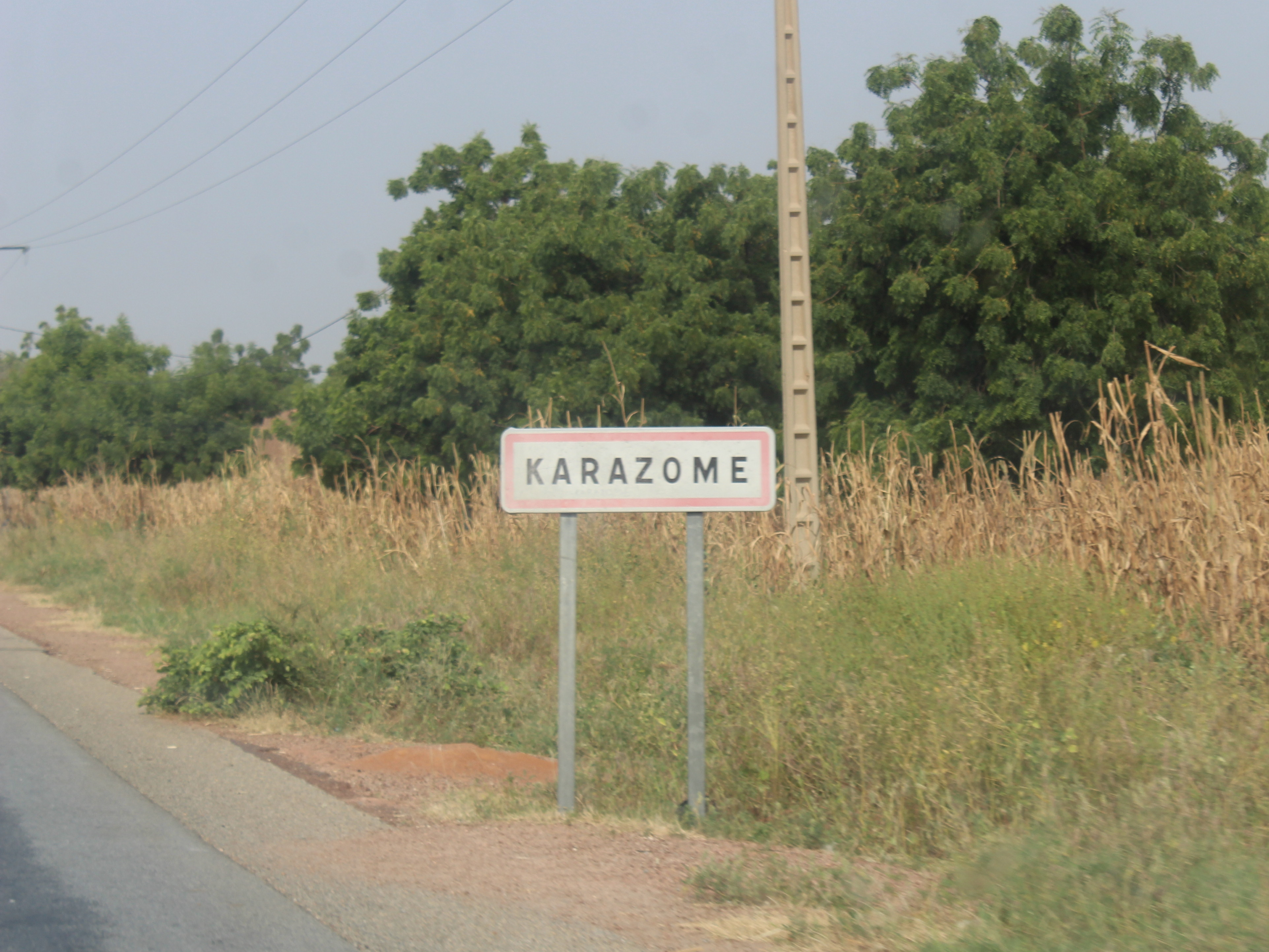
Ortstafel von Karazomé an der Nationalstraße 1 (2023)

Durch Karazomé führt die asphaltierte Nationalstraße 1, die längste Fernstraße Nigers. Im Dorf ist ein Gesundheitszentrum des Typs Centre de Santé Intégré (CSI) vorhanden. Es gibt eine Schule. Karazomé liegt im weitläufigen Weideland zwischen den Trockentälern Goulbin Kaba und Goulbi de Maradi, das traditionellerweise in der Trockenzeit von nomadischen Fulbe- und Wodaabe-Viehzüchtern aufgesucht wird. Im Ort wird Saatgut für Hirse produziert.